# José Félix de Amada y Torregosa
José Félix de Amada y Torregosa (Sort, Lérida, 1625 - Zaragoza, 1706) fue un canónigo y escritor español.
Nació en Sort (Lérida) en 1625. Estudió en Madrid leyes y cánones, terminando ambas carreras en la corte, donde ejerció durante algún tiempo la de abogado. Nombrado canónigo del Pilar de Zaragoza en 1690, fue luego examinador sinodal y vicario general.
Murió en Zaragoza en 1706.

## Obras
- Palestra numerosa austriaca, en la victoriosa ciudad de Huesca. (Huesca, 1650)
- Redención de cautivos cristianos. (Madrid)
- Parangón histórico y político; Compendio de los milagros de Ntra. Sra. del Pilar de Zaragoza. (Zaragoza, 1799), etc.